# 国道455号
国道455号（こくどう455ごう）は、岩手県盛岡市から下閉伊郡岩泉町に至る一般国道である。

## 概要

### 路線データ
一般国道の路線を指定する政令に基づく起終点および重要な経過地は次のとおり。
- 起点：盛岡市（市役所前交差点 = 国道106号終点）
- 終点：岩手県下閉伊郡岩泉町（小本交差点 = 国道45号交点、岩手県道291号小本港線終点）
- 重要な経過地：なし
- 総延長 : 97.5 km（重用延長を含む）[2][注釈 2]
- 重用延長 : 10.9 km[2][注釈 2]
- 未供用延長 : なし[2][注釈 2]
- 実延長 : 86.6 km[2][注釈 2]
  - 現道 : 86.4 km[2][注釈 2]
  - 旧道 : 0.2 km[2][注釈 2]
  - 新道 : なし[2][注釈 2]
- 指定区間：なし[3]

## 歴史

### 国道指定以前
盛岡・岩泉（中心部）間
- 1954年（昭和29年）

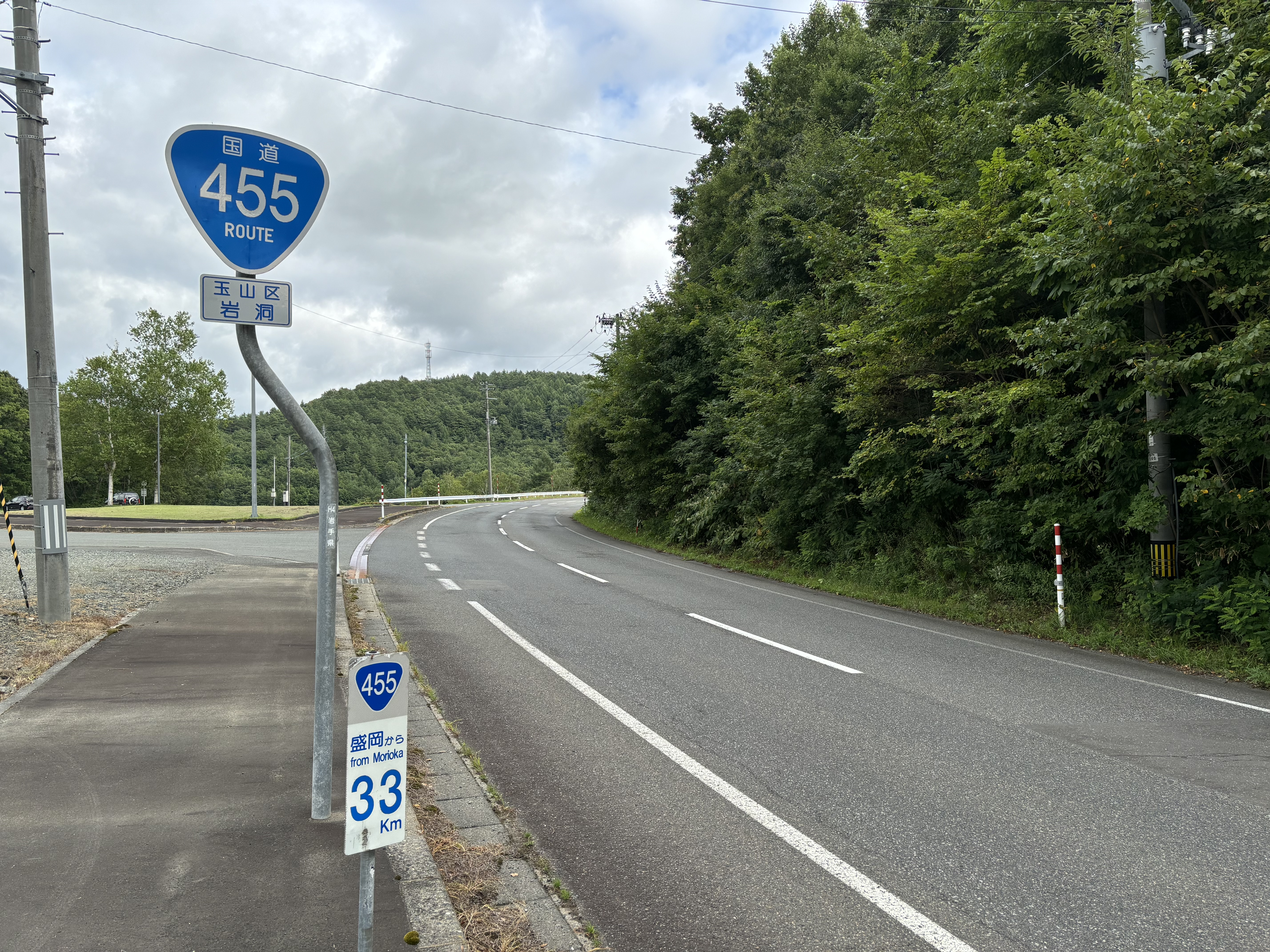
盛岡市藪川

  - 1月20日 - 県道小川盛岡線の一部および県道小本小鳥谷停車場線の一部が、盛岡岩泉線（岩手県盛岡市 - 岩手県下閉伊郡岩泉町）として建設省（現・国土交通省）から主要地方道の指定を受ける[4]。
  - 8月16日 - 岩手県より盛岡岩泉線として県道に認定される[5]。

岩泉（中心部）・小本間
- 1954年（昭和29年）

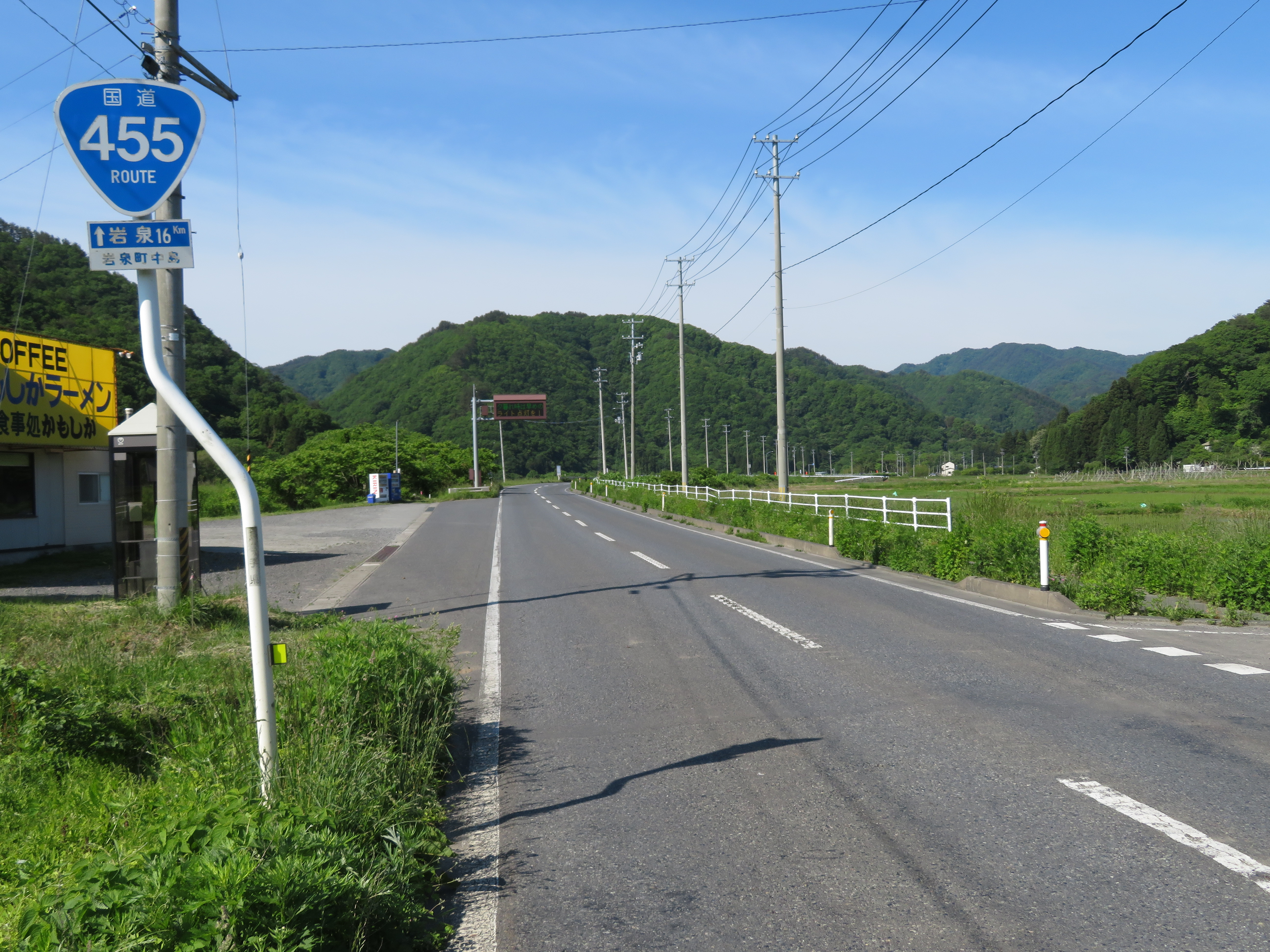
岩泉町中島高久根付近

  - 1月20日 - 県道小本小鳥谷停車場線の一部が、宮古葛巻線（岩手県宮古市 - 岩手県岩手郡葛巻町）として建設省（現・国土交通省）から主要地方道の指定を受ける[4]。
  - 8月16日 - 岩手県より宮古葛巻線として県道に認定される[5]。

区間統合
- 1976年（昭和51年）4月1日 - 県道盛岡岩泉線と県道宮古葛巻線の一部が、盛岡岩泉線（岩手県盛岡市 - 岩手県下閉伊郡岩泉町）として建設省（現・国土交通省）から主要地方道の指定を受ける[6]。

### 国道指定後
- 1993年（平成5年）4月1日 - 一般国道455号（岩手県盛岡市 - 岩手県下閉伊郡岩泉町）として指定[7]。
- 2007年（平成19年）10月8日 - 早坂道路が開通[8]。
- 2009年（平成21年）10月26日 - 北山バイパスが開通[9]。

## 路線状況

### 別名・通称
- 中央通り : 盛岡市役所前（起点）から盛岡地裁前

### 重複区間
- 国道340号（岩泉町門 - 岩泉町落合）

### バイパス
- 北山バイパス
- 早坂峠道路
- 小川バイパス（国道340号と重複）

### 道路施設

#### 道の駅
- いわいずみ（下閉伊郡岩泉町）
- 三田貝分校（下閉伊郡岩泉町）

## 地理

### 通過する自治体
- 岩手県
  - 盛岡市 - 下閉伊郡岩泉町

### 交差する道路
- 国道106号（盛岡市内丸・市役所前交差点）
- 岩手県道・秋田県道1号盛岡横手線（盛岡市内丸・裁判所前交差点）
- 国道4号（盛岡市北山二丁目）
- 岩手県道16号盛岡環状線（盛岡市上米内字庄ガ畑）
- 岩手県道36号上米内湯沢線（盛岡市上米内字外庄ガ畑・上米内交差点）
- 岩手県道204号大志田停車場線（盛岡市藪川字大野平）
- 岩手県道158号藪川川口線（盛岡市藪川）
- 国道340号・葛巻方面（岩泉町門字名目入）
- 国道340号・宮古方面（岩泉町浅内字落合）
- 岩手県道221号岩泉停車場線（岩泉町岩泉・岩泉警察署前交差点）
- 岩手県道7号久慈岩泉線（岩泉町岩泉・龍泉洞入口交差点）
- 岩手県道173号田野畑岩泉線（岩泉町岩泉・岩泉老人福祉センター前交差点）
- 岩手県道40号宮古岩泉線（岩泉町乙茂・乙茂橋北交差点）
- 岩手県道44号岩泉平井賀普代線（岩泉町乙茂字三田市）
- E45 三陸北縦貫道路（田老岩泉道路・岩泉道路） 岩泉龍泉洞IC（岩泉町小本）
- 国道45号・岩手県道291号小本港線（岩泉町・小本交差点）